# Galilejanski mjeseci
Galilejanski mjesecima nazivamo četiri Jupiterova mjeseca koje je otkrio Galileo Galilej 7. siječnja 1610. Znatno su veći od svih ostalih Jupiterovih satelita  i vidljivi su i sa slabijim teleskopom.
Njihova imena su: Ija, Europa, Ganimed i Kalista. Imena su dobili, kao i ostali manji Jupiterovi sateliti, prema Zeusovim ljubavnicama i ljubavnicima iz grčke mitologije.

## Sateliti
Ija ili Io je najbliža Jupiteru. Ima atmosferu od sumpornog dioksida. Posve je pokrivena vulkanima, koje je otkrila letjelica Voyager 1. Kartu Ije je nemoguće napraviti jer se površina neprestano mijenja. Na vulkanizam utječe Jupiter svojom gravitacijom, jer steže i rasteže Ijinu površinu, pa nastaje toplina.
Europa je ledeni mjesec. Ispod tvrde ledene kore se nalazi ocean, a ima i kisikovu atmosferu. Vrlo je glatka, s malo kratera, te se njezin reljef mijenja. Najvjerojatnije su ju oblikovali led i vulkani. Kad Sunce postane crveni div, Europina bi se površina mogla otopiti, a Europa bi bila pogodna za život.
Ganimed je najveći galilejanski mjesec, Jupiterov mjesec i najveći mjesec uopće u Sunčevu sustavu. Ima slabo magnetsko polje i veliku željeznu jezgru. Atmosfera mu je od kisika, kao i na Europi. 
Kalista je mjesec posve prekriven kraterima, pa sliči Merkuru i Mjesecu. Najveći je krater Valhalla. Atmosfera je od ugljikovog dioksida. 